# Atrypanius ambiguus
Atrypanius ambiguus là một loài bọ cánh cứng trong họ Cerambycidae.